# Moko
Pour les articles homonymes, voir Moko (homonymie).

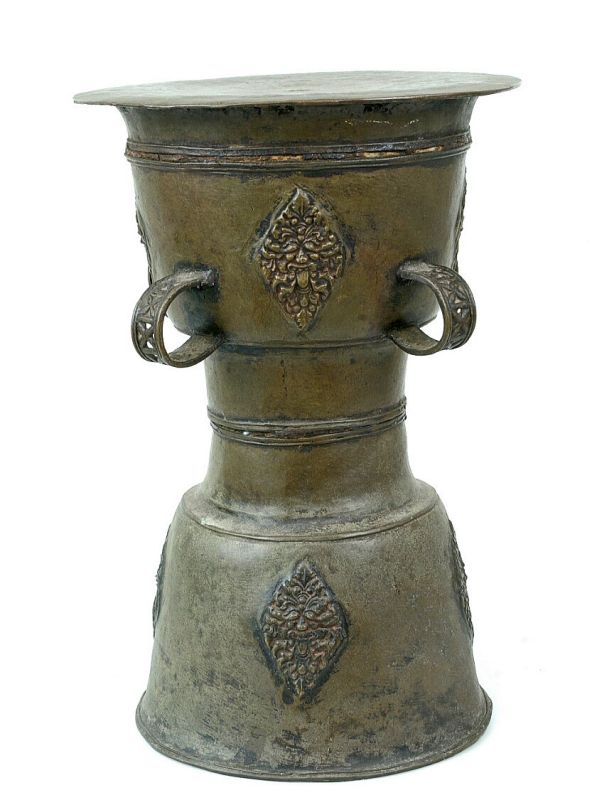
Un moko.

Un moko est un tambour de bronze dont la conception et la décoration proviennent vraisemblablement du site de Dong Son au Viêt Nam. On en a trouvé en plusieurs endroits différents en Indonésie. Les plus connus sont ceux de l'île d'Alor, où ils constituaient des objets d'échanges cérémoniels.
Les mokos d'Alor les plus récents ont été fabriqués à Java et en Chine au XIXe siècle. Mais la façon dont les plus anciens ont été introduits reste un mystère. Les récits locaux parlent de la découverte de mokos enterrés dans le sol. Aujourd'hui encore, on parle de telles découvertes.
Les mokos sont toujours d'importants symboles de statut à Alor. Ils ont en particulier une grande valeur rituelle. En général, on demande encore des mokos comme partie de la dot d'une mariée. Toutefois, le peu de mokos disponibles de nos jours implique qu'on doit les emprunter ou les mettre en gage.